# محوطه جوی زر
محوطه جوی زر مربوط به دوره ساسانیان - دوران‌های تاریخی پس از اسلام است و در شهرستان ایوان، بخش مرکزی، روستای اسماعیلی واقع شده و این اثر در تاریخ ۹ اردیبهشت ۱۳۸۲ با شمارهٔ ثبت ۸۴۵۵ به‌عنوان یکی از آثار ملی ایران به ثبت رسیده است.